# Fiódor Litke
El comte Fiódor Petróvitx Litke (en rus: Граф Фёдор Петро́вич Ли́тке), nascut Friedrich Benjamin von Lütke (Sant Petersburg, 28 de setembre de 1797 - Sant Petersburg, 28 d'agost de 1882) va ser un navegant, geògraf i explorador de l'Àrtida rus. El 1855 es convertí en almirall i el 1866 en comte. Fou membre corresponent (1829), membre honorari (1855) i president (1864) de l'Acadèmia Russa de les Ciències de Sant Petersburg. També fou membre honorable de moltes altres institucions i associacions russes i estrangeres i membre corresponent de l'Acadèmia Francesa de Ciències de París.

## Biografia
El comte Friedrich P. Lütke (russificat com a Fiódor o Fedor Litke) procedia d'una família d'alemanys russificats. El seu avi fou Johann F. Lütke, un predicador luterà alemany i escriptor de ciències físiques i teologia. El 1745 Johann Lütke es traslladà d'Alemanya a Moscou com a pastor d'una parròquia luterana per tal de difondre el protestantisme a Rússia i Livònia. El jove Friedrich va estudiar en una escola luterana alemanya, conservant la pràctica luterana.

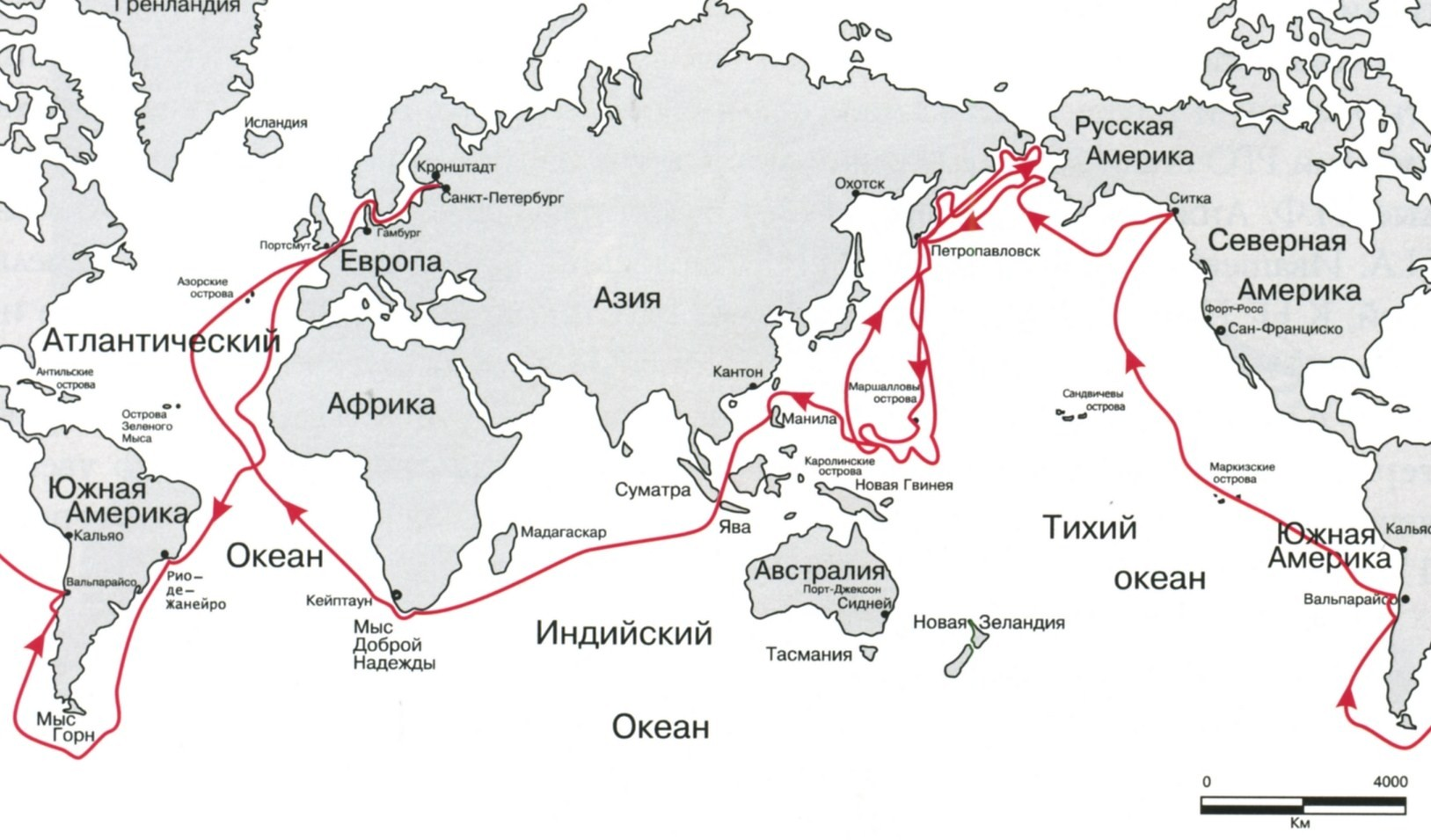
Mapa amb el viatge de Litke al voltant de la Terra entre 1826 i 1828.

Litke començà la seva carrera naval a l'Armada Imperial Russa allistant-se com a voluntari el 1813. Participà en el setge de Danzing i fou distingit per la seva valentia sent nomenat guardamarina. Va prendre part en la volta al món de Vassili Golovnin a bord del Kamxatka entre 1817 i 1819. Posteriorment, entre 1821 i 1824 va dirigir una expedició per explorar la costa de Nova Terra, al mar Blanc i la part oriental del mar de Barents. Ascendit a tinent el 1823, de 1826 a 1829, dirigí la seva pròpia expedició de circumnavegació al món a bord del Senyavin, navegant des del port bàltic de Kronstadt i doblant el cap d'Hornos. Va estar acompanyat pel capità Staniukóvitx (de Copenhague), que estava al comandament de la balandra Möller. Durant aquest viatge va descriure la costa occidental del mar de Bering, les illes Bonin del Japó i les illes Carolines, descobrint 14 noves illes, entre les quals hi havia les illes Senyavin.
El 1829 fou nomenat capità de primera classe i un any més tard va emprendre un viatge de formació a Islàndia al comandament de dues fragates i un bergantí. En tornar fou nomenat membre corresponent de l'Acadèmia Russa de les Ciències de Sant Petersburg.
El 1835 el tsar Nicolau I de Rússia el nomenà tutor del seu segon fill, el gran duc Constantí Nikolaievitx Romànov.
Litke fou el primer a tenir la idea de registrar les marees amb un mareòmetre (1839). Es construïren i instal·laren al llarg de la costa de l'oceà Àrtic i oceà Pacífic el 1841. Litke fou un dels organitzadors de la Societat Geogràfica Russa i el seu president en dos períodes, 1845-50 i 1857-72. Fou nomenat president del Comitè Científic Naval el 1846. Litke fou comandant en cap i governador militar dels ports de Reval (actual Tallin) (1851-53) i Kronstadt (fins al 1857). El 1855 es convertí em membre del Consell d'Estat de Rússia, una entitat legislativa junt amb la Duma.
El 1873 la Societat Geogràfica de Rússia presentà la «Medalla d'Or Litke».

## La contribució de Litke en la geografia d'Alaska
Durant el seu viatge al voltant del món a bord de la corbeta russa Seniavin, Litke arribà a Sitka el 1827. Des d'allà navegà fins a Unalaska, examinant les illes Pribilof, l'illa St. Matthew i les illes del Comandant, abans d'arribar a Petropavlovsk, un port que emprà com a base pels posteriors viatges al llarg de la costa de Sibèria fins a arribar a la badia Lavrentija per l'estret de Bering.
En tornar a Kronstadt, Litke publicà un relat en vuit volums de les seves exploracions, amb mapes en rus i en francès. Es van publicar molt pocs exemplars, i la seva part nàutica esdevingué molt rara d'aconseguir. El volum nàutic conté detalls geogràfics i hidrogràfics de l'aleshores poc conegut mar de Bering i d'Alaska, obtinguts no sols del propi treball de Litke, sinó també de diverses fonts russes inèdites. Tot i que va tenir errors i endarreriments en la publicació que no van satisfer l'autor, el treball de Litke és una valuosa font d'informació sobre l'evolució dels coneixements geogràfics a Alaska i el mar de Bering. Quan W. H. Dall publicà un índex pel llibre en l'edició en anglès, el nom de Litke fou mal escrit com a "Lütke", un error que s'ha perpetuat en moltes obres de referència estatunidenques.
Diversos accidents geogràfics de la costa d'Alaska, com les illes Walrus i Kritskoi, les illes Kudobin i molts altres a les illes Aleutianes, foren nomenades pel comte Fiódor Litke als mapes que es publicaren posteriorment. La llengua de terra d'Alaska anomenada actualment com a cap Lütke, fou nomenat pel Servei Hidrogràfic de la Rússia Imperial el 1847 en reconeixement seu, però la incorrecta ortografia perdura als Estats Units.

## Reconeixements
En reconeixement seu s'han nomenat diversos accidents geogràfics a l'Àrtida:
- L'estret de Litke, al mar de Bering, entre la península de Kamtxatka i l'illa Karaguinski
- L'abisme Litke, una fosa oceànica situada al nord-est de Grenlàndia, amb el punt més profund (5.450 m) de l'oceà Àrtic
- Les illes Litke, un grup de 10 illes localitzat a l'extrem septentrional de l'arxipèlag de Nordenskiöld, al mar de Kara
- Una petita illa (14 km²) a la badia de Baidaratskaia, també al mar de Kara
- Un grup d'illes de la Terra de Francesc Josep
- Un cap, una península, una muntanya i una badia a Nova Terra

També duu el seu nom un cràter de la Lluna i un trencaglaç rus, el trencaglaç Fiódor Litke.

## Filatèlia

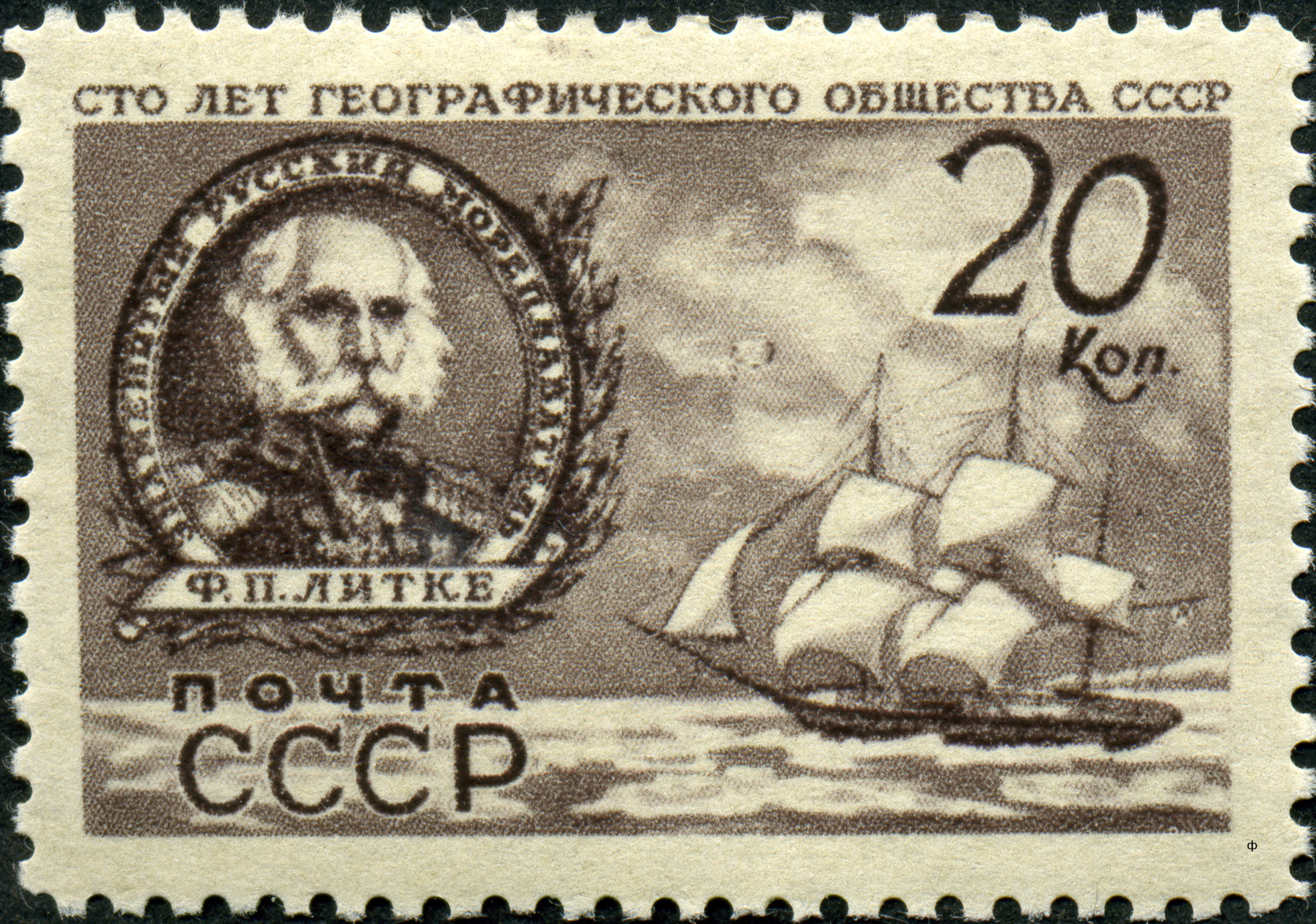
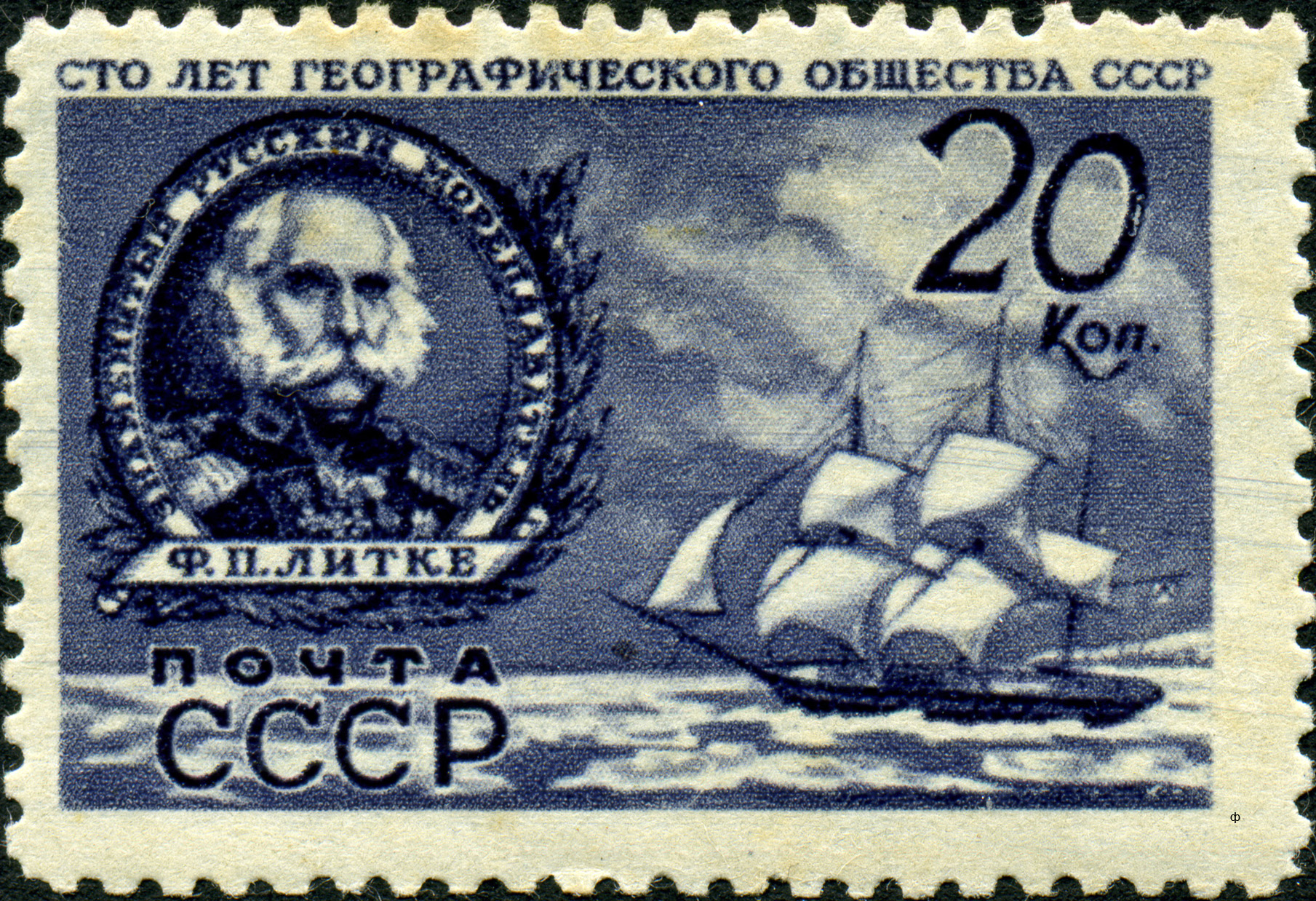
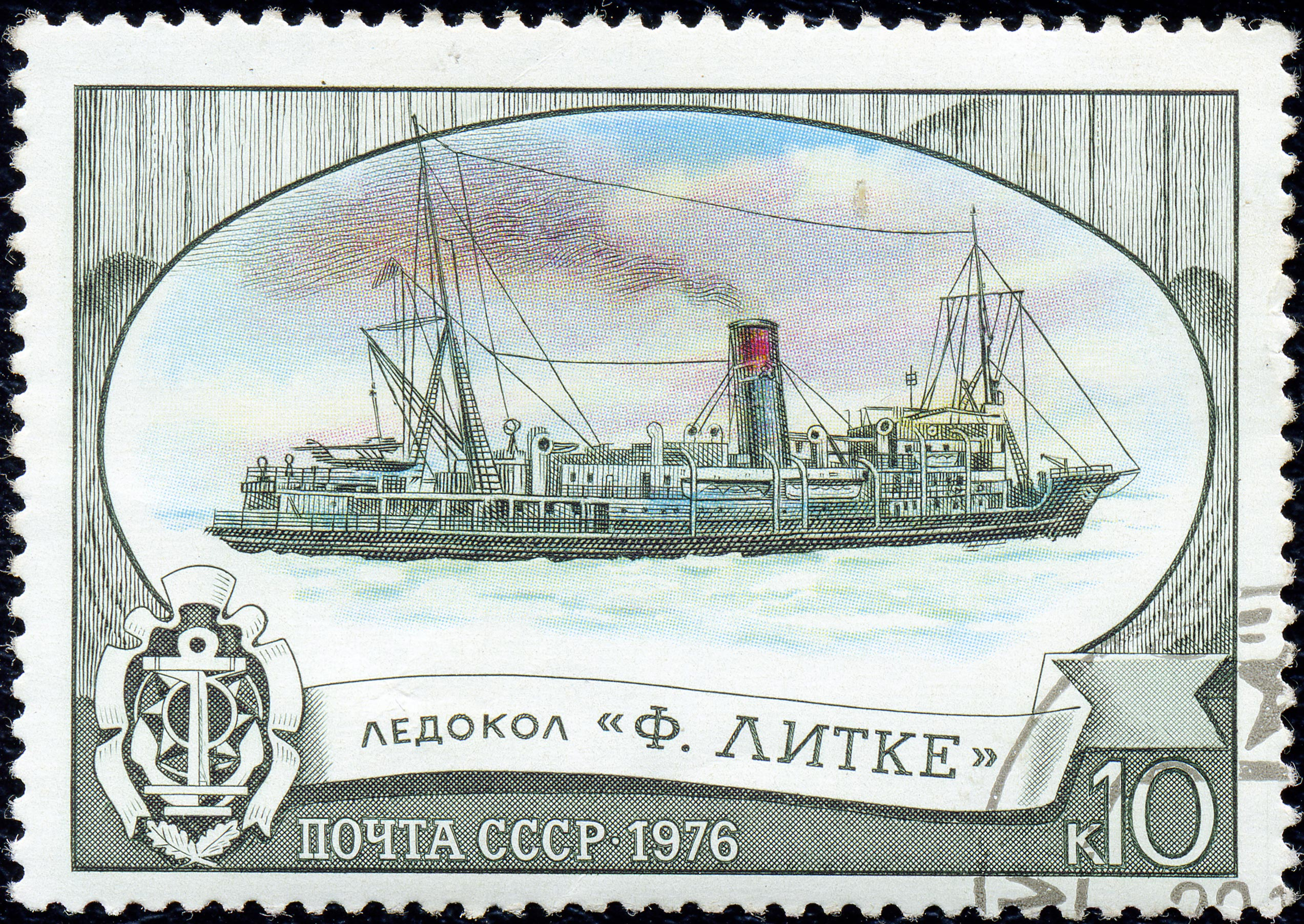
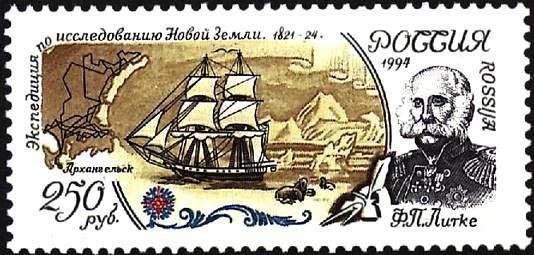

- Segell de l'URSS, 
 1947
- Segell de l'URSS, 
 1947
- Segell de l'URSS, 
 1976: el trencaglaç F. Litke
- Segell de la Federació Russa, 
 1992